# Argyrīs
Argyrīs (in alfabeto greco: Αργύρης) è un nome proprio di persona greco maschile.

## Varianti
- Femminili: Αργυρώ (Argyrō)[1]

## Origine e diffusione

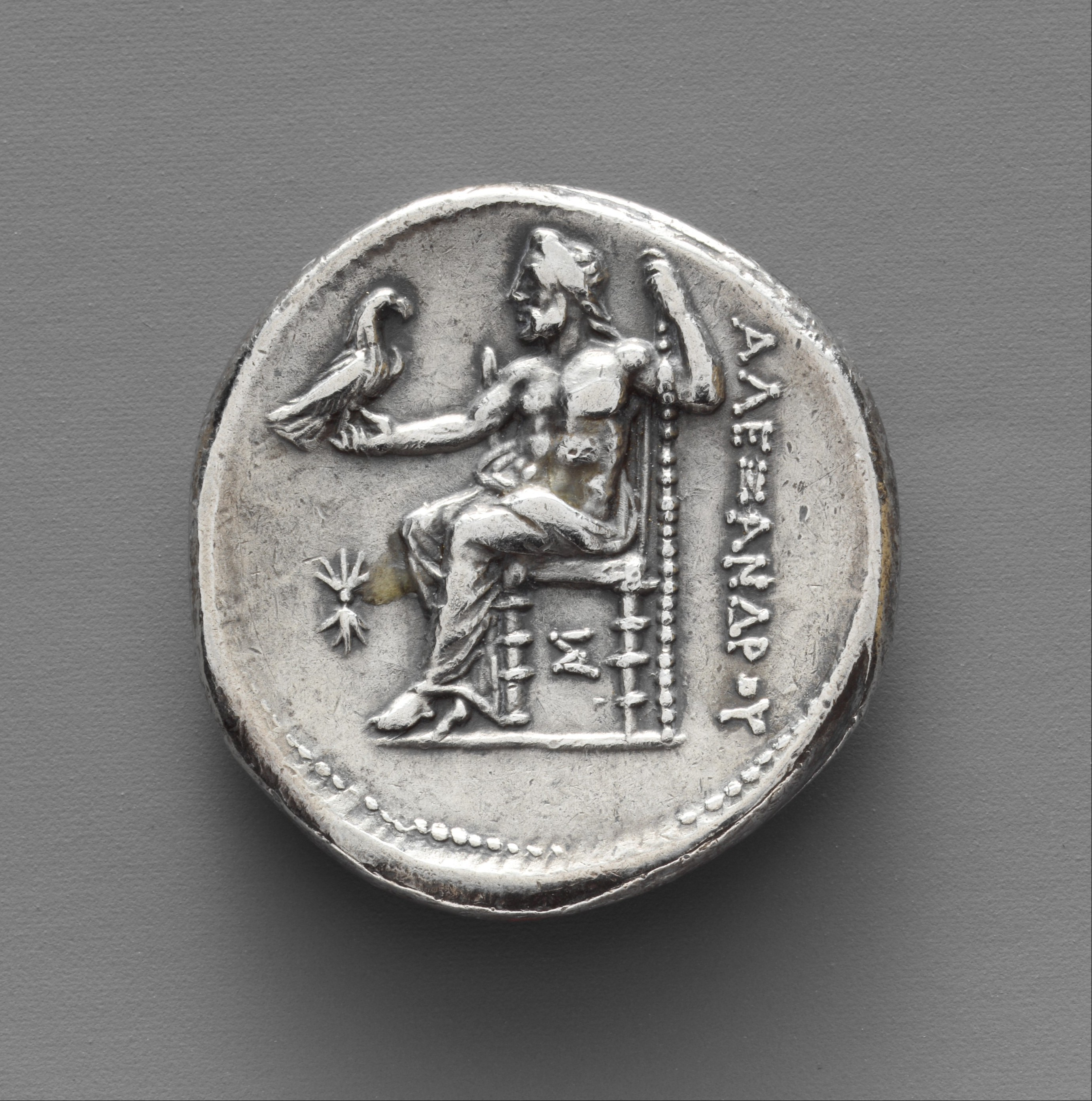
Una tetradracma d'argento

Si tratta del discendente moderno del nome greco antico Ἄργυρος (Argyros); esso riprende direttamente l'antico termine greco che indica l'argento.

## Onomastico
In quanto nome adespota, ossia privo di santo patrono, l'onomastico viene eventualmente festeggiato il 1º novembre, giorno di Ognissanti. In Grecia, l'onomastico laico è fissato i giorni 1º luglio e 1º novembre.

## Persone
- Argyrīs Kampetsīs, calciatore greco
- Argyrīs Kampourīs, cestista e allenatore di pallacanestro greco
- Argyrīs Papapetrou, cestista greco
- Argyrīs Pedoulakīs, cestista e allenatore di pallacanestro greco
- Argyrīs Theodōropoulos, pallanuotista greco